# Championnat de Nouvelle-Zélande de football 2011-2012
Navigation
Saison précédente Saison suivante
La saison 2011-2012 du Championnat de Nouvelle-Zélande de football est la quarante-troisième édition du championnat de première division en Nouvelle-Zélande et la 8e édition du New Zealand Football Championship. Le NZFC regroupe huit clubs du pays au sein d'une poule unique, où ils s'affrontent deux fois au cours de la saison, à domicile et à l'extérieur. À la fin de la compétition, les quatre premiers du classement disputent la phase finale pour le titre. Le championnat fonctionne avec un système de franchises, comme en Australie ou en Major League Soccer; il n'y a donc ni promotion, ni relégation en fin de saison.
Deux places qualificatives pour la Ligue des champions sont attribuées : une pour le premier du classement à l'issue de la saison régulière et une pour le vainqueur de la finale nationale. Si un club termine en tête du classement puis remporte la finale, c'est le deuxième du classement qui reçoit son billet pour la Ligue des champions.
C'est le club de Waitakere United, double tenant du titre, qui remporte à nouveau la compétition après avoir battu Team Wellington lors du Grand Final. C'est le huitième titre de champion de Nouvelle-Zélande de l'histoire du club.

## Les clubs participants
| - Auckland City FC - Waitakere United - Team Wellington - Canterbury United | - Hawke's Bay United - Otago United - YoungHeart Manawatu - Waikato FC |

## Compétition

### Première phase

#### Classement
Le barème utilisé pour établir le classement est le suivant :
- Victoire : 3 points
- Match nul : 1 point
- Défaite : 0 point

| Rang | Équipe              | Pts | J  | G  | N | P  | Bp | Bc | Diff |
| ---- | ------------------- | --- | -- | -- | - | -- | -- | -- | ---- |
| 1    | Auckland City FC    | 36  | 14 | 11 | 3 | 0  | 43 | 11 | +32  |
| 2    | Canterbury United   | 29  | 14 | 9  | 2 | 3  | 38 | 12 | +26  |
| 3    | Waitakere UnitedT   | 27  | 14 | 9  | 0 | 5  | 44 | 17 | +27  |
| 4    | Team Wellington     | 26  | 14 | 8  | 2 | 4  | 33 | 18 | +15  |
| 5    | Hawke's Bay United  | 19  | 14 | 6  | 1 | 7  | 28 | 35 | -7   |
| 6    | Otago United        | 11  | 14 | 3  | 2 | 9  | 15 | 37 | -22  |
| 7    | Waikato FC          | 9   | 14 | 2  | 3 | 9  | 17 | 39 | -22  |
| 8    | YoungHeart Manawatu | 3   | 14 | 0  | 3 | 11 | 12 | 61 | -49  |

|  | Qualification pour la phase finale et la Ligue des champions 2012-2013 |
|  | Qualification pour la phase finale                                     |
|  | T : Tenant du titre                                                    |

#### Résultats
| Résultats (▼dom., ►ext.)                                   | ACFC | CU  | HBU | OU  | TW  | WFC | WU  | YM  |
| Auckland City FC                                           |      | 3-0 | 3-2 | 3-0 | 4-2 | 0-0 | 3-1 | 5-0 |
| Canterbury United                                          | 1-1  |     | 7-0 | 3-0 | 1-0 | 5-0 | 2-1 | 9-1 |
| Hawke's Bay United                                         | 1-3  | 3-0 |     | 4-2 | 2-6 | 3-2 | 1-0 | 2-2 |
| Otago United                                               | 1-3  | 1-0 | 2-0 |     | 1-2 | 0-2 | 0-6 | 2-2 |
| Team Wellington                                            | 1-1  | 1-1 | 3-1 | 2-2 |     | 3-0 | 1-2 | 2-0 |
| Waikato FC                                                 | 1-5  | 0-3 | 2-4 | 3-3 | 2-3 |     | 1-4 | 1-1 |
| Waitakere United                                           | 1-3  | 1-2 | 3-0 | 5-0 | 3-1 | 4-0 |     | 6-1 |
| YoungHeart Manawatu                                        | 0-6  | 0-4 | 0-5 | 2-3 | 0-6 | 1-3 | 2-7 |     |
| - Victoire à domicile - Match nul - Victoire à l'extérieur |      |     |     |     |     |     |     |     |

### Phase finale

#### Tableau
|  | Demi-finales          | Demi-finales         |                     |       | Finale        | Finale        |
|  | Demi-finales          | Demi-finales         |                     |       | Finale        | Finale        |
|  |                       |                      |                     |       |               |               |
|  | 15 et 22 avril 2012   | 15 et 22 avril 2012  |                     |       | 28 avril 2012 | 28 avril 2012 |
|  | 15 et 22 avril 2012   | 15 et 22 avril 2012  |                     |       | 28 avril 2012 | 28 avril 2012 |
|  | [1] Auckland City FC  | 0 - 1                |                     |       | 28 avril 2012 | 28 avril 2012 |
|  | [1] Auckland City FC  | 0 - 1                |                     |       | 28 avril 2012 | 28 avril 2012 |
|  | [4] Team Wellington   | 1 - 3                |                     |       | 28 avril 2012 | 28 avril 2012 |
|  | [4] Team Wellington   | 1 - 3                | [4] Team Wellington | 1     |               |               |
|  | 15 et 22 avril 2012   |                      | [4] Team Wellington | 1     |               |               |
|  |                       | [3] Waitakere United | 4                   |       |               |               |
|  | [2] Canterbury United | [3] Waitakere United | 4                   | 1 - 2 |               |               |
|  | [2] Canterbury United |                      |                     | 1 - 2 |               |               |
|  | [3] Waitakere United  | 0 - 5                |                     |       |               |               |
|  | [3] Waitakere United  | 0 - 5                |                     |       |               |               |

#### Demi-finales
| Équipe 1         | Résultat | Équipe 2          | Aller | Retour |
| ---------------- | -------- | ----------------- | ----- | ------ |
| Team Wellington  | 4 - 1    | Auckland City FC  | 1 - 0 | 3 - 1  |
| Waitakere United | 5 - 3    | Canterbury United | 0 - 1 | 5 - 2  |

#### Finale
| Équipe 1         | Résultat | Équipe 2        |
| ---------------- | -------- | --------------- |
| Waitakere United | 4 - 1    | Team Wellington |

## Bilan de la saison
| Championnat de Nouvelle-Zélande de football 2011-2012 |                             |
| Champion                                              | Waitakere United (8e titre) |
| Qualifications continentales                          |                             |
| Ligue des champions de l'OFC 2012-2013                | Auckland City FC            |
| Ligue des champions de l'OFC 2012-2013                | Waitakere United            |